# Amphipoea ochreola
Amphipoea ochreola är en fjärilsart som beskrevs av Otto Staudinger 1882. Amphipoea ochreola ingår i släktet Amphipoea och familjen nattflyn. Inga underarter finns listade i Catalogue of Life.